# Farní sbor Českobratrské církve evangelické v Lozicích
Farní sbor Českobratrské církve evangelické v Lozicích byl sborem Českobratrské církve evangelické v Lozicích. Sbor spadal pod Chrudimský seniorát.
Sbor byl založen roku 1783 jako reformovaný. Od 1. 1. 2025 byl sloučen se sborem v Hradišti jako jeho kazatelská stanice.
Sbor byl administrován farářem Janem Junem z Hradiště, Faráři sboru
- Čeněk Šimonovský (1950–1964)
- Zdeněk Jokl (1964–1976)
- Joel Ruml (1982–1987)
- Rut Kučerová (2001–2019)
- Michaela Najbrtová (2021–2022)